# Ярустовский, Михаил Борисович
Михаил Борисович Ярустовский (род. 30 декабря 1952 года) — советский и российский учёный-медик, специалист в области молекулярной медицины, член-корреспондент РАН (2016).
Заведующий отделением гравитационной хирургии крови и эндоскопии с дневным стационаром нефрологического профиля, заместитель директора по научной работе Национального медицинского исследовательского центра сердечно-сосудистой хирургии имени А. Н. Бакулева.
Сын советского музыковеда, педагога и музыкально-общественного деятеля Б. М. Ярустовского (1911—1978).

## Награды
- Орден Дружбы (14 июня 2023) — за вклад в развитие здравоохранения, медицинской науки, подготовку квалифицированных специалистов и многолетнюю добросовестную работу[1]
- Премия имени А. Н. Бакулева (2015) — за организацию и послеоперационное лечение в отделениях реанимации более пяти тысяч больных различных возрастных категорий, включая новорожденных и октогерианцев, оперированных на открытом сердце в одном центре